# 에일레이티이아

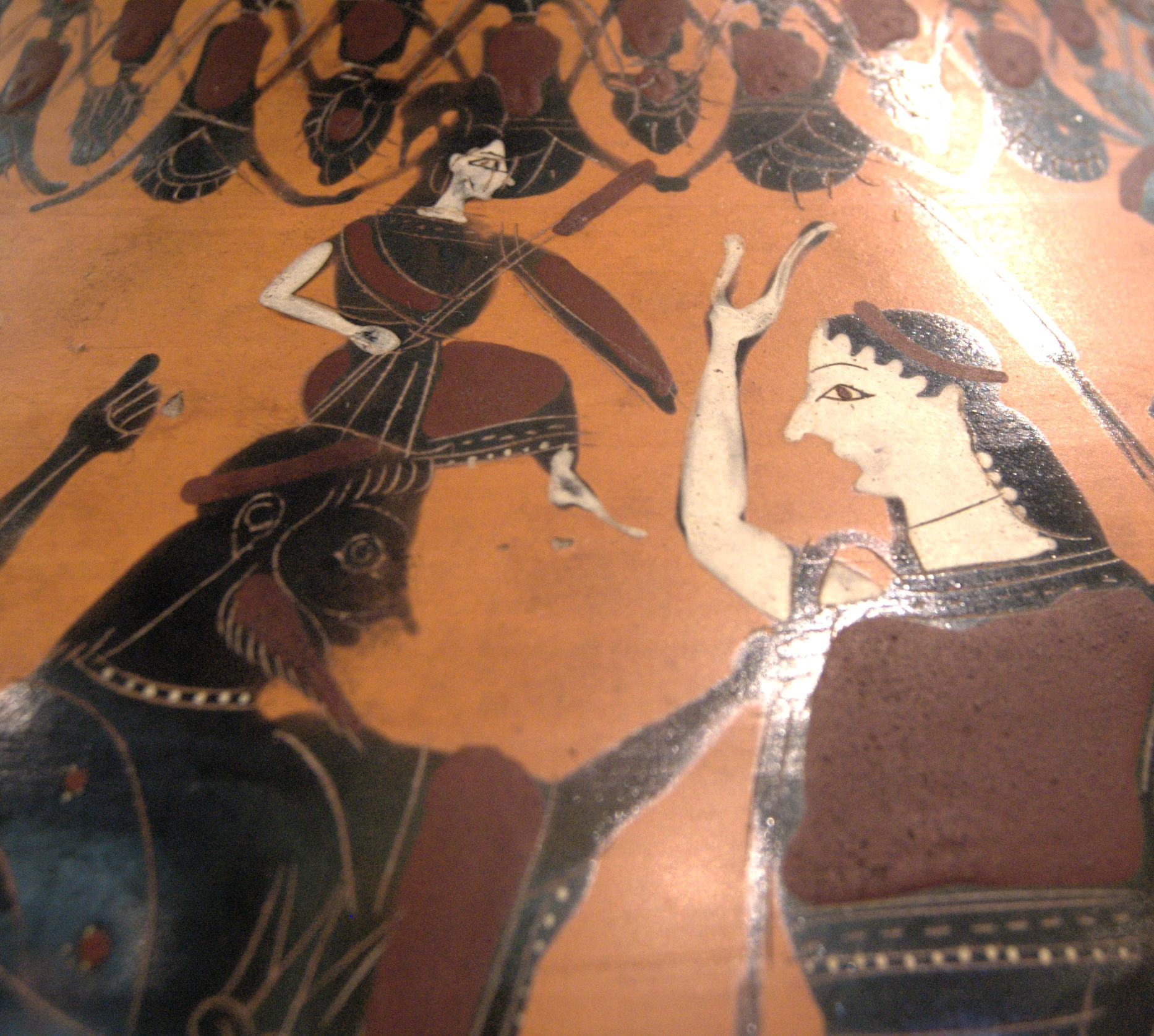

에일레이티이아는 그리스 신화에서 분만의 여신으로 등장하며, 제우스와 헤라의 딸이다. 로마에서는 루시나[Lucina] 로 등장한다.

## 레토의 출산
그녀에 대한 일화로는 아폴론, 아르테미스 남매의 출산과 관련된 것이 가장 많이 거론된다.
제우스와 관계하여, 쌍둥이를 임신한 레토의 존재를 알게 된 헤라는 크게 분노하여, 세상의 모든 땅들에게, 레토가 몸을 풀 장소를 마련해 주는 곳이 있다면 큰 벌을 내릴 것이라 엄포를 놓았다. 어쩔 수 없이 사방을 헤메며 다니던, 만삭의 레토가 몸을 맡긴 곳은, 에게 해의 델로스 섬이였다. 그 섬은, 뿌리내리지 않고 바다위를 떠다니기 때문에, 제대로 된 영토가 아닌지라, 헤라가 어찌 할 수 없는 장소였다. 이에 헤라는, 자신의 딸이자 출산의 여신인 에일레이티이아에게, 레토의 출산을 방해토록 하였고, 그녀의 도움을 받지 못한 레토는, 계속 진통에 시달려 아이를 낳지 못하였다. 그 사실을 알게 된 제우스는 전령의 여신인 이리스를 시켜, 진통을 겪고 있는 레토에게 에일레이티이아를 데려가게끔 하였다. 그 후 레토는 도움을 받아, 무사히 아폴론과 아르테미스를 출산하였다는 이야기이다.

## 알크메네의 출산
이 또한 헤라클레스의 어머니인 알크메네의 출산을 방해하였다는 이야기이다.
제우스의 아이를 임신한 알크메네가 출산일이 다가오자, 그것을 아니꼬워한 헤라는, 또 다시 에일레이티이아를 시켜, 그녀의 출산을 방해하라 하였다. 이에 7일 밤낮으로 진통에 시달려, 거의 죽을 지경에 이른 알크메네를 도운 것은 시녀인 갈린티아스였다. 그녀는, 거짓으로 '아이가 태어났다!'라고 외쳐, 출산을 방해하던, 에일리이티이아를 깜짝 놀라게 해, 무사히 헤라클레스를 태어나게 했다고 한다.
그 이후 갈린티아스는 헤라의 분노를 사 족제비가 되었다고 한다.

## 같이 보기
- 칼리마코스
- 로버트 그레이브스
- 헤로도토스
- 헤시오도스
- 호메로스
- 파우사니아스 (지리학자)
- 핀다로스
- 플라톤
- 소포클레스